# Chun Lee-Kyung
Chun Lee-Kyung (n. 6 ianuarie 1976, Okcheon County⁠(d), Chungcheong de Nord, Coreea de Sud) este o sportivă ce a reprezentat Coreea de Sud, medaliată olimpică. A participat la 3 ediții ale Jocurilor Olimpice (1992, 1994, 1998) în care a câștigat 4 medalii de aur.